# برايني بريزز
برايني بريزز (بالإنجليزية: Bristol)‏ هي مدينة أمريكية تقع في ولاية فلوريدا. تبلغ مساحة هذه المدينة 4.2 (كم²)،ويبلغ عدد سكانها 845 نسمة حسب إحصاء سنة 2010 م 845.تشير إحصاءات سنة 2000م بأن الكثافة السكانية في هذه المدينة تقدر بـ(201.2) نسمة/كم2 

## أعلام
- ويليام بوستويك شيبارد